# Beni Mora

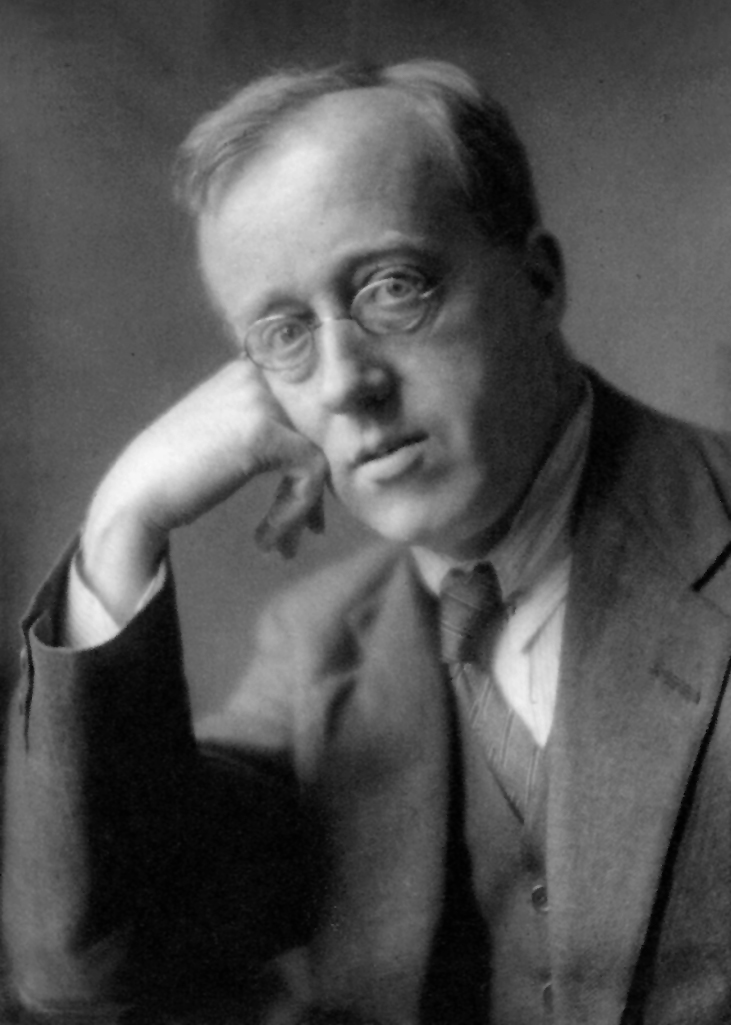
Gustav Holst, alrededor de 1921.

Beni Mora es una suite en tres movimientos en mi menor para gran orquesta compuesta por Gustav Holst. La primera actuación fue en el Queen's Hall de Londres el 1 de mayo de 1912, dirigida por el propio compositor. La obra se inspiró en la música que Holst escuchó en Argelia durante unas vacaciones en 1908. La repetición constante de un tema de la música folclórica árabe en el último movimiento se ha descrito como un precursor del minimalismo moderno. La pieza también incluye ritmos de baile y secciones melancólicas y lentas, y hace un fuerte uso de instrumentos de viento y percusión. Beni Mora ha sido grabada varias veces por orquestas británicas, la más reciente en 2011.

## Historia
En 1908, Holst, que sufría de asma, neuritis y depresión, se fue de vacaciones a Argelia por consejo médico. Este viaje inspiró la suite Beni Mora, que incorporó música que escuchaba en las calles del país. Mientras estaba allí, escuchó a un músico local tocar la misma frase en una flauta de bambú durante más de dos horas sin parar. Tomó el título del escenario de la novela de Robert Smythe Hichens de 1904 El jardín de Alá. El primer movimiento fue originalmente una pieza independiente, Danza oriental (1909), dedicada al crítico musical Edwin Evans. En 1910 Holst añadió los otros dos movimientos.

## Estructura
La obra está compuesta, en palabras de Michael Kennedy, «de la manera más picante y colorida». Los tres movimientos se titulan, «First Dance», «Second Dance» y Finale: «In the Street of the Ouled Naïls».

### «First Dance»
El baile se abre con una melodía de cuerdas de fraseo amplio en la que interrumpe una figura fuertemente rítmica, tocada por trompetas, trombones y pandereta. Sigue un ritmo de baile animado, con partes solistas para corno inglés, oboe y flauta. El ritmo se vuelve más lento y vuelve la melodía de cuerdas de apertura, antes de que la orquesta completa reanude el tema de baile rápido. El baile se cierra en silencio. El movimiento suele tardar entre cinco minutos y medio y 6 minutos y medio en ejecutarse, aunque en una grabación de 1924 con la Orquesta Sinfónica de Londres, el compositor lo tomó a un ritmo mucho más rápido, finalizando el movimiento en 4 minutos y medio.

### «Second Dance»
Este es el más corto de los tres movimientos, por lo general tarda un poco menos de cuatro minutos de ejecución. Es un allegretto con una partitura más ligera que los movimientos exteriores. Comienza con un ritmo de 5
4 para timbales solos, sobre el que entra un fagot solista con un tema tranquilo. El ambiente suave se mantiene por un solo de flauta, interrumpido por los timbales. El movimiento, silencioso casi en su totalidad, termina en pianissimo.

### Finale: «In the Street of the Ouled Naïls»
El movimiento se abre suavemente con frases de tonalidad indeterminada hasta que entra un solo de flauta con un tema de ocho notas repetido 163 veces por el resto del movimiento. Contra el tema, la orquesta completa toca otros ritmos de baile. El volumen sube a un clímax y luego se hunde de nuevo a la suavidad cuando el movimiento llega a su fin.

## Recepción
En el estreno, la obra recibió una acogida dispar. Parte de la audiencia siseó y un crítico escribió: «No pedimos bailarinas Biskra en Langham Place». Por otro lado, el crítico de The Times observó: «La suite de "Mr. Von Holst" está compilada a partir de melodías árabes genuinas tratadas con una habilidad extraordinaria, especialmente en el vívido final, en el que se combinan varias melodías de baile para ilustrar una escena nocturna en Biskra».
Ralph Vaughan Williams escribió sobre la obra, «si se hubiera tocado en París en lugar de en Londres, le habría dado a su compositor una reputación europea y tocada en Italia probablemente habría causado disturbios». Más recientemente, el crítico Andrew Clements escribió sobre la «moda proto-minimalista» de la melodía repetida en el final.